# 馬斯垂克車站
馬斯垂克車站（荷蘭語：Station Maastricht）是荷蘭林堡省城市馬斯垂克的主要鐵路車站，於1853年10月23日首次開放，車站原本是臨時以木屋的形式建造。當前的磚造車站則於1913年啟用，由荷蘭的工程師兼建築師喬治·範·赫克洛姆設計，採用了莫桑文藝復興時期的風格，大廳飾有花窗玻璃。2018年至2020年，車站大樓耗資800萬歐元進行了翻新。

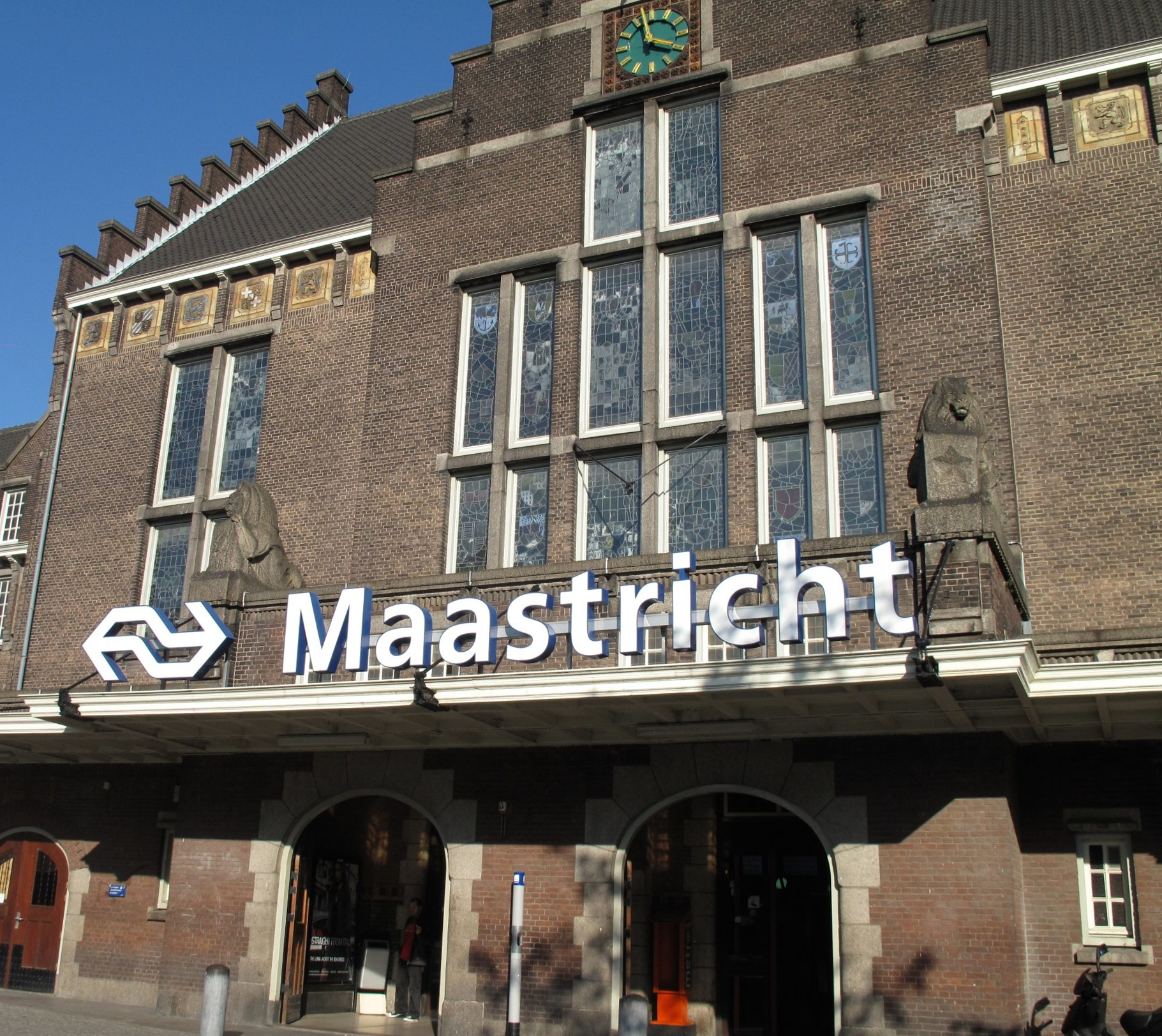
入口
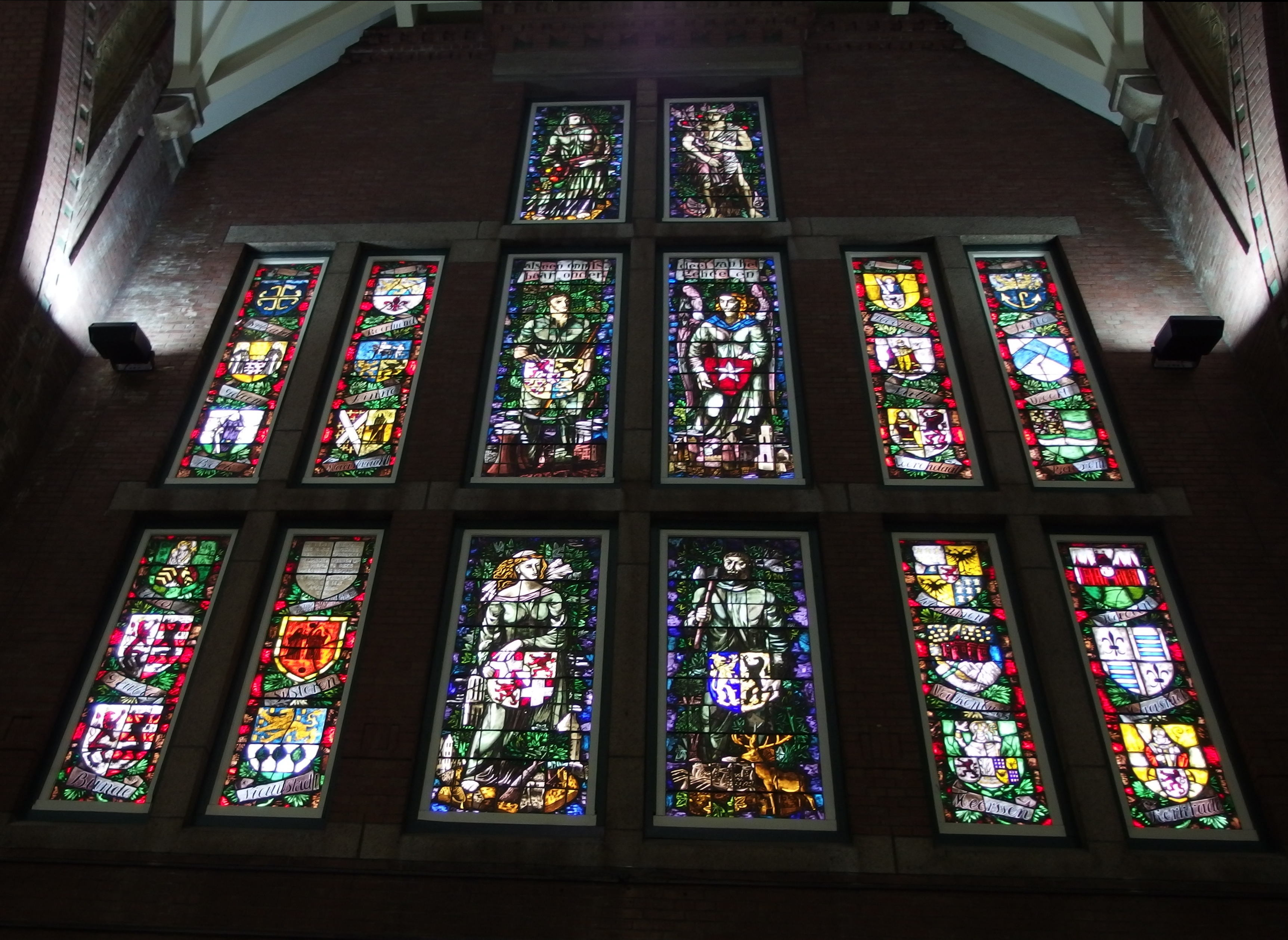
大廳的花窗玻璃